# Anthony Sowell
Anthony Edward Sowell (Cleveland, 19 agosto 1959 – Columbus, 8 febbraio 2021) è stato un criminale e serial killer statunitense, conosciuto anche come Lo strangolatore di Cleveland o Il mostro di Cleveland.
A 19 anni si arruola nel corpo dei Marine degli Stati Uniti; ci trascorre sette anni, fino al 1985, anno del suo congedo, raccogliendo anche alcune medaglie e attestati al merito.
Nel 1989 viene arrestato e condannato a 15 anni di carcere per lo stupro di una donna, incinta di tre mesi. Viene rilasciato nel 2005.
Il 29 ottobre 2009, in seguito alla denuncia di una donna che Sowell aveva tentato di violentare dopo averla invitata a casa sua per bere una birra, la polizia fa irruzione nella casa dell'uomo con un mandato di arresto per stupro. Sowell non è in casa, ma l'attenzione degli agenti viene catturata dalla presenza di due cadaveri nel soggiorno. Non saranno gli unici.
In una piccola fossa nel seminterrato, in un armadio e sul pavimento del terzo piano della casa vengono rinvenuti infatti i corpi senza vita di altre quattro donne, mentre i cadaveri di tre donne ed i resti di una quarta vittima vengono trovati sepolti nel giardino. Inoltre all'interno della casa viene rinvenuto un sacchetto contenente un teschio umano, portando ad undici il numero di vittime accertate dello strangolatore. Si ritiene che l’assassino seriale avesse consumato rapporti sessuali con le sue vittime anche dopo la loro morte.

## L'arresto ed il processo
Anthony Sowell viene arrestato il 31 ottobre 2009, due giorni dopo l'irruzione degli agenti nella sua casa. Processato e dichiarato colpevole di rapimento, stupro, omicidio ed occultamento di cadavere, nonostante il tentativo dei suoi avvocati di fargli ottenere l'infermità mentale, è dichiarato capace di intendere e di volere.
Il 12 agosto 2011 Anthony Sowell, lo strangolatore di Cleveland, viene condannato alla pena capitale, che doveva essere eseguita tramite iniezione letale.

## La morte
Anthony Sowell iniziò ad avere inspiegabilmente problemi di salute dal 21 gennaio del 2021. Trasferito dal carcere presso una struttura di assistenza sanitaria le sue condizioni peggioreranno repentinamente e lo porteranno alla morte l'8 febbraio 2021. Dopo la sua morte gli agenti di custodia del carcere in cui era rinchiuso hanno affermato che le cause ufficiali della morte sono state le complicazioni dovute al COVID-19

## Le vittime di Sowell
Molte delle vittime dello "strangolatore" erano tossicodipendenti e con precedenti penali, e per questo la loro scomparsa o non veniva prontamente denunciata o, come hanno contestato alcuni familiari delle vittime, passava inosservata alla polizia.
Sowell adescava le giovani donne (tutte tra i 25 e i 50 anni) e con una scusa le faceva entrare in casa sua, le violentava brutalmente e poi le soffocava, seppellendole nella casa stessa.
L'avanzato stato di decomposizione di alcuni cadaveri ha reso difficile l'identificazione; solo grazie al test del DNA si è riusciti a risalire alle identità delle vittime.
Crystal Dozier, di 38 anni, morta nel maggio 2007
Tishana Culver, di 31 anni, morta nel giugno 2008
Leshanda Long, di 25 anni, morta nell'agosto 2008
Michelle Mason, di 45 anni, morta nell'ottobre 2008
Tonia Carmichael, di 53 anni, morta nel dicembre 2008
Nancy Cobbs, di 43 anni, morta nell'aprile 2009
Amelda Hunter, di 47 anni, morta nell'aprile 2009
Telacia Fortson, di 31 anni, morta nel giugno 2009
Janice Webb, di 49 anni, morta nel giugno 2009
Kim Yvette Smith, di 44 anni, morta nel luglio 2009
Diane Turner, di 38 anni, morta nel settembre 2009